# Amastris fallax
Amastris fallax är en insektsart som beskrevs av Carl Stål. Amastris fallax ingår i släktet Amastris och familjen hornstritar. Inga underarter finns listade i Catalogue of Life.